# Charles-Auguste-Marie Paty
Charles-Auguste-Marie Paty (* 10. Februar 1916 in Pipriac; † 31. Dezember 2004) war Bischof von Luçon.

## Leben
Charles-Auguste-Marie Paty empfing am 24. März 1946 die Priesterweihe.
Paul VI. ernannte ihn am 3. Januar 1966 zum Weihbischof in Luçon und Titularbischof von Tingaria. Der Erzbischof von Rennes, Paul Gouyon, weihte ihn am 25. März desselben Jahres zum Bischof; Mitkonsekratoren waren Marcel-Pierre-Armand Riopel, Weihbischof in Rennes, und Jean-Barthélemy-Marie de Cambourg, Bischof von Valence.
Der Papst ernannte ihn am 7. Dezember 1966 zum Koadjutorbischof von Luçon. Nach dem Rücktritt Antoine-Marie Cazauxs folgte er ihm am 4. Juli 1967 als Bischof von Luçon nach. Am 25. März 1991 nahm Johannes Paul II. seinen altersbedingten Rücktritt an.